# سانتا في دي أنتيوكيا
سانتا في دي أنتيوكيا (بالإسبانية: Santa Fe de Antioquia) هي بلدية في كولومبيا، تتبع أنتيوكيا، بلغ عدد سكانها 22٬764 نسمة، تبلغ مساحتها 493 كيلومتر مربع.

## مدن توأم
المدن التوأم:
- قادس
- ترجالة.

## أعلام
- خورخي هرنانديز
- فرناندو غوميز
- خوان كاميلو نوفوا